# Marpissa stuhlmanni
Marpissa stuhlmanni är en spindelart som beskrevs av Bösenberg, Lenz 1894 [1895. Marpissa stuhlmanni ingår i släktet Marpissa och familjen hoppspindlar. Inga underarter finns listade i Catalogue of Life.